# Ludovikus Simanullang
Ludovikus Simanullang (Sogar, 23 aprile 1955 – Medan, 20 settembre 2018) è stato un vescovo cattolico indonesiano.

## Biografia
Ha iniziato il suo noviziato con i frati minori cappuccini il 12 gennaio 1976. Ha compiuto gli studi di filosofia e teologia presso il seminario maggiore di Pematang Siantar. Il 2 agosto 1981 ha pronunciato la professione perpetua.
È stato ordinato sacerdote il 10 luglio 1983.
Dal 1997 al 2003 è stato provinciale dei cappuccini a Sibolga per due mandati. Nel 2006 è stato rieletto provinciale della stessa provincia.
Il 14 marzo 2007 papa Benedetto XVI lo ha nominato vescovo di Sibolga.
È morto a Medan il 20 settembre 2018.

## Genealogia episcopale
La genealogia episcopale è:
- Cardinale Scipione Rebiba
- Cardinale Giulio Antonio Santori
- Cardinale Girolamo Bernerio, O.P.
- Arcivescovo Galeazzo Sanvitale
- Cardinale Ludovico Ludovisi
- Cardinale Luigi Caetani
- Cardinale Ulderico Carpegna
- Cardinale Paluzzo Paluzzi Altieri degli Albertoni
- Papa Benedetto XIII
- Papa Benedetto XIV
- Papa Clemente XIII
- Cardinale Marcantonio Colonna
- Cardinale Giacinto Sigismondo Gerdil, B.
- Cardinale Giulio Maria della Somaglia
- Cardinale Carlo Odescalchi, S.I.
- Vescovo Eugène de Mazenod, O.M.I.
- Cardinale Joseph Hippolyte Guibert, O.M.I.
- Cardinale François-Marie-Benjamin Richard de la Vergne
- Cardinale Pietro Gasparri
- Cardinale Clemente Micara
- Cardinale Antonio Samorè
- Cardinale Angelo Sodano
- Arcivescovo Leopoldo Girelli
- Vescovo Ludovikus Simanullang, O.F.M.Cap.